# チョーク弁

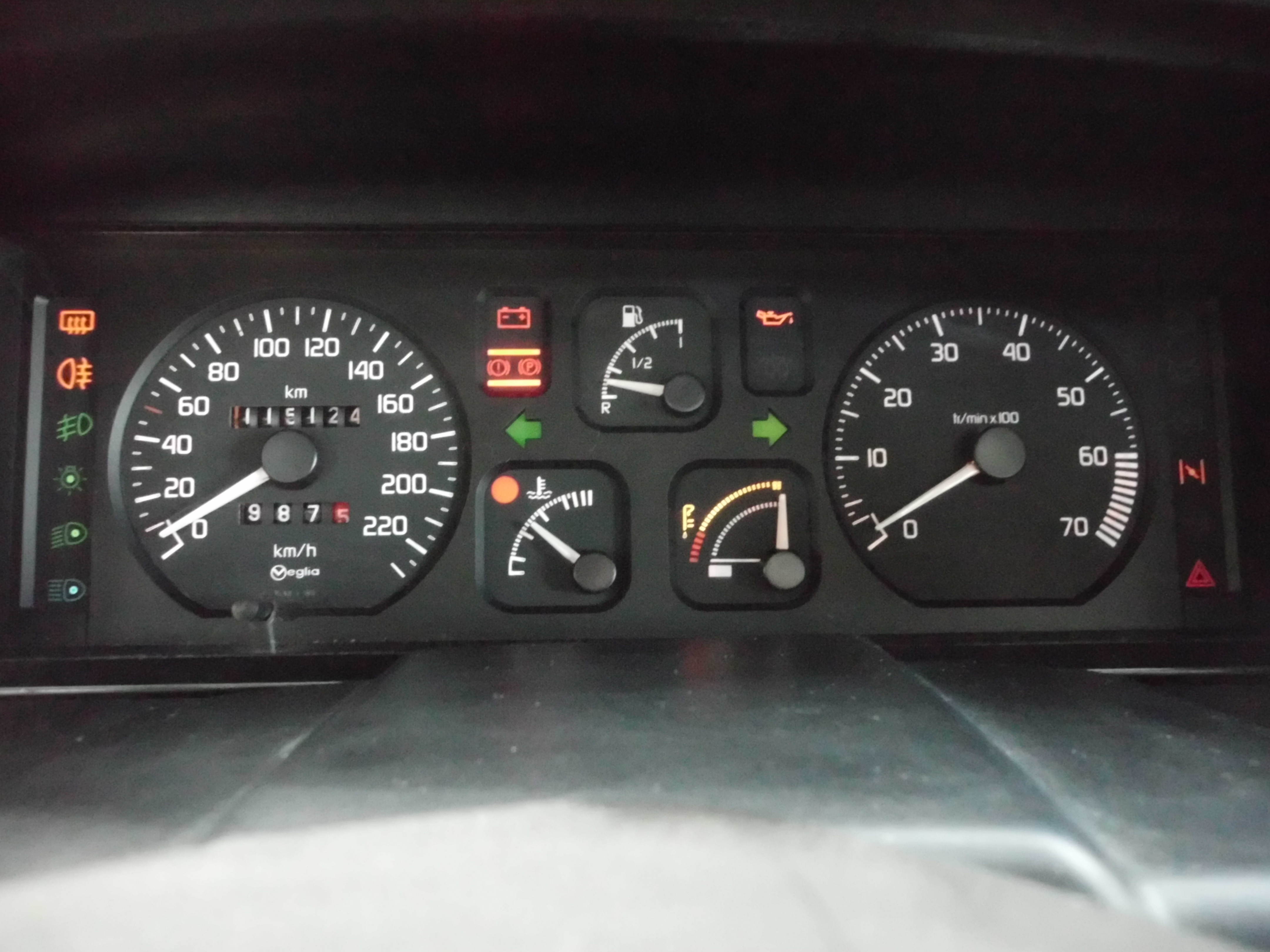
1994年式ルノー・19のメーターパネル。タコメーターの隣でチョーク弁の作動を示すオレンジ色の警告灯が点灯している

チョーク弁（チョークべん、英: Choke valve）は、ガソリンエンジンとそれらをベースとしたエンジンにおいて、燃料を供給するキャブレターに設けられた機構である。エンジンが冷えている際の始動時に、燃焼させる混合気の空燃比を一時的に高める機構である。キャブレターのメインボアに蓋をして吸気の流速を上げ、吸入負圧を高めて燃料の供給量を増大させるという方法を採っており、その様子から「息苦しくさせる」あるいは「(通路などを)ふさぐ」といった意味を持つ「チョーク(choke)」と呼ばれるようになった。この蓋にはスライドバルブ式やバタフライバルブ式がある。また、目的も操作方法も同じバイスターター式も広義に「チョーク」と呼ばれている。
なお、燃焼の仕組みが全く異なるディーゼルエンジンではチョーク弁は不要である。チョーク弁に代わって始動性を高める装備としては、副室式では燃料に直接触れるグロープラグを、直噴式では吸気温度を高めるエアインテークヒーターが備わっており、いずれも始動後の回転維持や運転性確保はアクセルペダルやハンドスロットルノブで燃料を増量することで行う。
チョーク弁式以前にも冷間始動を容易にするための機構としてティクラーという方式が存在した。だがチョーク弁に比べてその操作に一定の慣れを要し、またオーバーフローによって路上にガソリンを垂らしてしまう為、より操作の簡便なチョーク弁式が普及していった。（チョークとティクラーを併用する車種も存在する）かつての自動車では、キャブレターを採用するほとんどの車種にこのチョーク弁の操作ノブが付いていたが、1970年代中頃からオートチョーク化が進み、運転者が直接操作することはなくなった。2000年以降は電子制御燃料噴射装置を採用する車がほとんどとなり、チョークという名そのものも忘れられている。なお、いまだキャブレターの採用率の高いオートバイや、除雪機、農業機械、発電機、ポンプなどの動力に用いられる汎用エンジンなどは手動式や自動式のチョーク弁が付いている場合が多く、チョークの名は自動車ほど廃れていない。
その構造や作動原理に違いはあっても、エンジン始動時に燃料供給量を増やすことで始動を容易にするための機構では、いずれの方式にせよ慣習的に「チョーク」と呼ばれることが多い。ただし、チョーク弁以前の機構であるティクラーは、使用しながらエンジンを始動させるのではなく、エンジン始動前に一旦作動させる機構のためか、広義であってもチョークとは呼ばれない。

## 手動式チョークの一般的な操作方法
原則として、チョーク弁の操作が必要なのは始動直前と始動直後だけであり、エンジンが冷え切っている時（冷間時）や外気温が低い時など、エンジンが始動しにくい状況でのみ操作するものである。温暖な気候や土地では冷間始動でもチョーク弁の作動は必須ではないが、冬などの寒い時期や寒冷地ではガソリンなどが気化しにくいために作動させる機会が増える傾向となる。
チョーク弁を使ったエンジン始動方法は、概ね次の通りである。
1. チョーク弁を作動させるためのノブやレバーを一杯に作動させる。これを「チョークを一杯まで引く」などという。
2. スターターモーターやキックスターターなどでエンジンを始動する。
3. エンジンが始動したら、チョークノブ等を約半分まで戻す（一般的にそういった位置に節度感がある）。これを「チョークを半分戻す」などという。
4. エンジンが安定して回転する状態まで待つ（これが本来の暖機運転である）。
5. エンジン回転が安定したら、チョークノブなどを元の位置まで戻す。これを「チョークを完全に戻す」などという。
6. チョークノブなどを完全に戻したら、車両の走行を開始する。

以下は操作上の注意点などを記す。
- 気温はそれほど低くないがチョーク弁を使わないと始動困難であるという場合には、チョークノブなどを一杯まで引き出さずに約半分の位置で止めた、「半分だけ引いた」状態でエンジンを始動させることもある。
- エンジン始動直後にチョーク弁を半分戻すとエンジンが停止してしまうこともある。この場合にはチョークノブなどを一杯に引いた状態でしばらく暖機運転をし、エンジンがある程度暖まってからチョーク弁を半分まで戻す。
- 原則として、チョーク弁を効かせた状態のまま走行を始めない。ただし近年では、暖機運転の短縮化や排出ガスの低減を目的に、チョーク弁を完全に戻さない状態で走行を始める場合もある。

## 方式の違い
エンジン始動時に混合気の空燃比を高める方法として、下記の方式がある。

### チョーク弁式

チョーク弁を持つキャブレターの概念図。スロットルバルブとチョーク弁の間にジェットが存在し、チョーク弁を閉じる事で燃料が多く吸い出される。

キャブレターのベンチュリ内で最も上流側（燃焼室から離れた側）にベンチュリの断面積を絞る弁（これが文字通りのチョーク弁である）を設けておき、これを閉じることで燃焼室からの吸入負圧を増大させ、通常より多くの燃料を吸い出す方式。狭義にはこの方式のみが「チョーク」と呼ばれる。
チョーク弁には一般にバタフライバルブが用いられ、それ以外の専用機構は特に必要ないので、他の方式と比べても構造が簡素で済むのが特徴である。ただし、チョーク弁を完全に開いた（戻した）状態でも、チョーク弁そのものがベンチュリ内に残って吸気抵抗の一因となってしまうという欠点を持つ。自動車では運転席からワイヤーで作動させるものが多く、オートバイではハンドルバーにレバーを持つもの、フロントフォークの三又付近にノブをもつもの、キャブレターのレバーを直接操作するものがある。
なお、刈払機など小排気量のエンジンにはさらに簡易なスライド式のチョーク弁が用いられる場合がある。これは単純にキャブレターの吸気口を板状の金具（最低限の吸気を確保するため小さな穴が開いている）をスライドさせて塞ぐもので、チョークを開いた（戻した）場合はベンチュリ内に吸気抵抗となるものは残らない。

### バイスターター式

バイスターター式の動作概念図
1) バイスターター閉鎖。
2) バイスターター開放。閉鎖されたスロットルバルブの先で燃料が多く吸い出される。

通常の燃料供給経路とは別の燃料供給経路を設けておき、これを手動で開閉する方式。吸入空気の量を絞らないが、広義にはこれも「チョーク」と呼ばれる。>なお、バイスターターとは和製英語であり、英語圏では'enrichener'や'mixture enrichment circuit'などと呼ばれる。
通常とは別の燃料供給経路とそれを開閉する機構（スタータープランジャーなど）を設けるので、チョーク弁式よりも構造が複雑になるが、チョーク弁式のようにベンチュリ内に突出した機構を持たないために吸気抵抗に影響を及ぼさない利点がある。燃料の増量を吸入負圧の増大にあまり頼らないのも利点の一つである。

### オートチョーク式

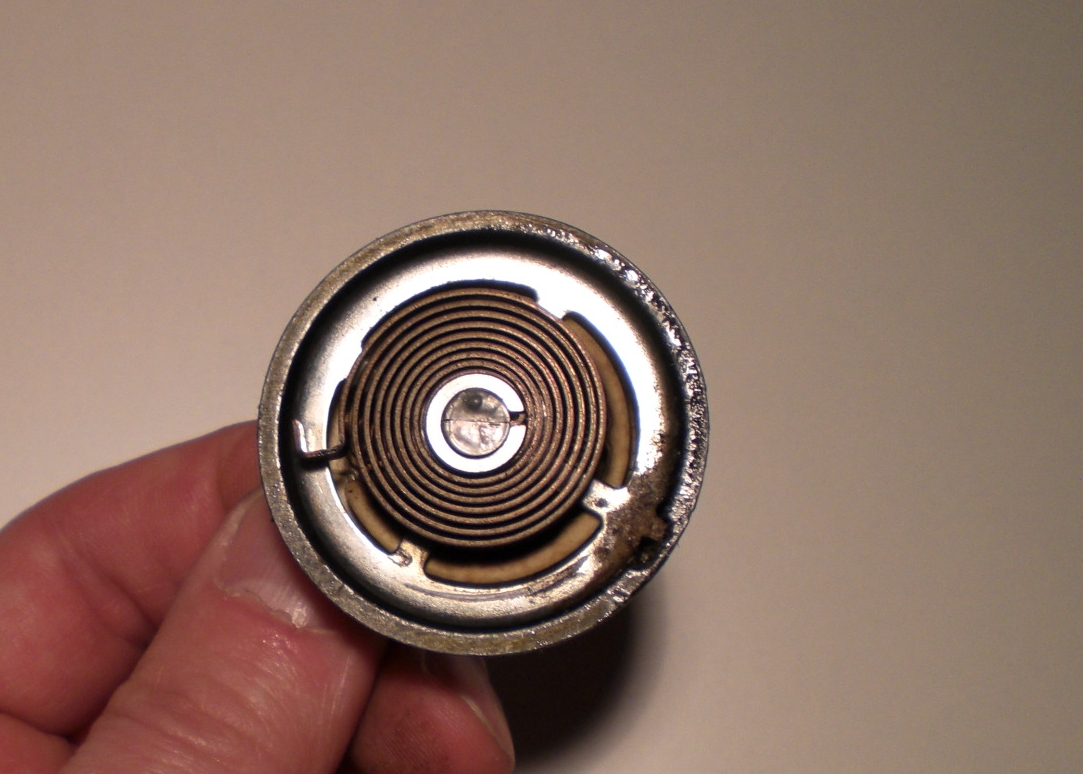
バイメタルを用いたオートチョークの一例。バイメタルが暖まる事でチョーク弁が回転する。

何らかの仕組みで、冷間時に自動的に混合気を濃くする方式を指す。エンジンや外気温に応じて自動的にチョーク弁やバイスターターが作動あるいは停止するので、運転者が手動で操作する必要がないのが特徴である。
自動でチョークやスターターを作動あるいは停止させるのには、温まると膨張するバイメタルやワックス（蝋）によるサーモスタットが用いられる。
オートチョークでは、冷間始動でもそうでなくてもあらかじめ自動的に混合気を調節してくれるので、始動操作がより簡単になるという効果をもたらした。その意味では、セルモーターと並んで自動車やオートバイの大衆化に貢献した機構だといえる。

#### 燃料噴射装置
近代的な電子制御式燃料噴射装置(フューエルインジェクション)の場合、温度センサーでエンジンの暖気状態を判定し、エンジンコントロールユニットが各インジェクターに暖気完了まで燃料を増量する指示(冷間増量)を行うか、冷間増量専用のインジェクター(コールドスタートインジェクター)を作動させる事で、チョーク弁の代用としている。

## チョーキング
チョーク弁の原理上、単純にキャブレターの吸気口を掌で塞ぐだけでもチョーク弁と同様の効果が期待出来る。2ストローク機関を使用するレーシングカートに於いては、走行テクニックの一つとしてこのような操作を行う場合があり、チョーキングという名称で呼ばれている。
チョーキングを行う目的としては、単純にチョーク弁の代用とする以外にも、ストレートエンドでエンジンブレーキを掛けた際の焼きつきを防止する目的や、夏場にエンジンの冷却(燃料冷却)を補助する目的、ドリフト走行の切っ掛けを作る目的等がある。
また、エアクリーナー等が吸気圧力で変形して一時的にエアインテークの一部を塞いでしまう事で、走行中に燃調が濃くなる現象についてもチョーキングと呼ばれる場合がある。
先述の通りディーゼルエンジンの始動にチョーク弁は使用できず、スロットルバルブも必須ではないが、エンジンを停止させる際に燃料か空気を遮断する必要があり、そのためにインテークマニホールドにバタフライバルブを備える例がある。